# 拉韦纳雷德
拉韦纳雷德（法語：La Vernarède，法語發音：[la vɛʁnaʁɛd]）是法国加尔省的一个市镇，属于阿莱斯区。

## 地理
拉韦纳雷德（44°17'19"N, 4°0'33"E）面积5.59 平方千米，位于法国奧克西塔尼大區加尔省，该省份为法国南部沿海省份，南端濒地中海，北起顺时针与阿尔代什省、沃克吕兹省、罗讷河口省、埃罗省、阿韦龙省和洛泽尔省接壤。
与拉韦纳雷德接壤的市镇（或旧市镇、城区）包括：波特、尚邦、尚博里戈、圣塞西尔当多尔日。
拉韦纳雷德的时区为UTC+01:00、UTC+02:00（夏令时）。

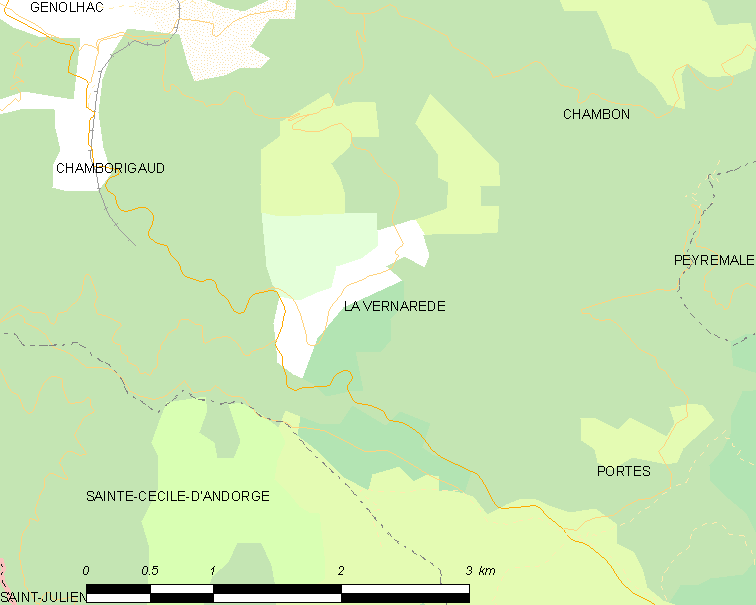
拉韦纳雷德的OSM定位图

## 行政
拉韦纳雷德的邮政编码为30530，INSEE市镇编码为30345。

## 政治
拉韦纳雷德所属的省级选区为拉格朗孔布县。

## 人口

1962-2008年间拉韦纳雷德人口变化图示

拉韦纳雷德于2022年1月1日时的人口数量为357人。